# Фрајбург (Унструт)
Фрајбург (њем. Freyburg) град је у њемачкој савезној држави Саксонија-Анхалт. Једно је од 43 општинска средишта округа Бургенланд. Према процјени из 2010. у граду је живјело 5.114 становника. Посједује регионалну шифру (AGS) 15084135.

## Географски и демографски подаци
Фрајбург се налази у савезној држави Саксонија-Анхалт у округу Бургенланд. Град се налази на надморској висини од 110 метара. Површина општине износи 46,6 km². У самом граду је, према процјени из 2010. године, живјело 5.114 становника. Просјечна густина становништва износи 110 становника/km².